# Celastrina c-nigrum
Celastrina c-nigrum är en fjärilsart som beskrevs av Tutt 1908. Celastrina c-nigrum ingår i släktet Celastrina och familjen juvelvingar. Inga underarter finns listade i Catalogue of Life.